# Katedrála svatého Štěpána (Meaux)
Katedrála v Meaux (francouzsky Cathédrale Saint-Étienne de Meaux) je katedrála a francouzská národní památka ve městě Meaux, v departementu Seine-et-Marne, asi 45 km severovýchodně od Paříže. Je sídlem biskupa z Meaux.

## Historie
Výstavba katedrály začala ve 12. století, pokračovala až do šestnáctého století, ale nebyla dostavěna - v západním průčelí chybí jižní věž. Chyby v původním projektu a konstrukci byly opraveny ve 13. století za přispění architekta Gautiera de Vainfroy. Od konce 13. století byly práce často přerušovány pro nedostatek financí. Tento stav se zlepšil až od počátku 14. století, díky štědrosti francouzského krále Karla IV. Stagnaci ovšem zavinila stoletá válka a okupace regionu Angličany. Další stavbu podpořily poutní cesty ke hrobu svatého Fiacria i průchozí poutníci do Santiaga.
V katedrále se nachází ostatky těchto osobností:
- Jacques-Bénigne Bossuet (1627-1704), biskup a královský kazatel
- Louis Pierre Joseph Cornet, biskup
- Marie Francouzská (1145–1198), hraběnka a mecenáška básníků
- Svatý Fiacrius (asi 590-670), poustevník

## Stavba
Katedrála byla zbudována jako pětilodní - hlavní loď má po každé straně dvojici bočních lodí, krátkou hlavní loď osvětluje mohutné kruhové okno s rozetou z plaménkových kružeb, chórový ochoz je rovněž zdvojený. Vnější výška katedrály dosahuje 48 metrů, vnitřní 33 metrů. Interiér je bohatý na sochařskou výzdobu. Jsou zde i varhany ze 17. století.
Na začátku 16. století zde působil hudební skladatel Pierre Moulu.

## Galerie

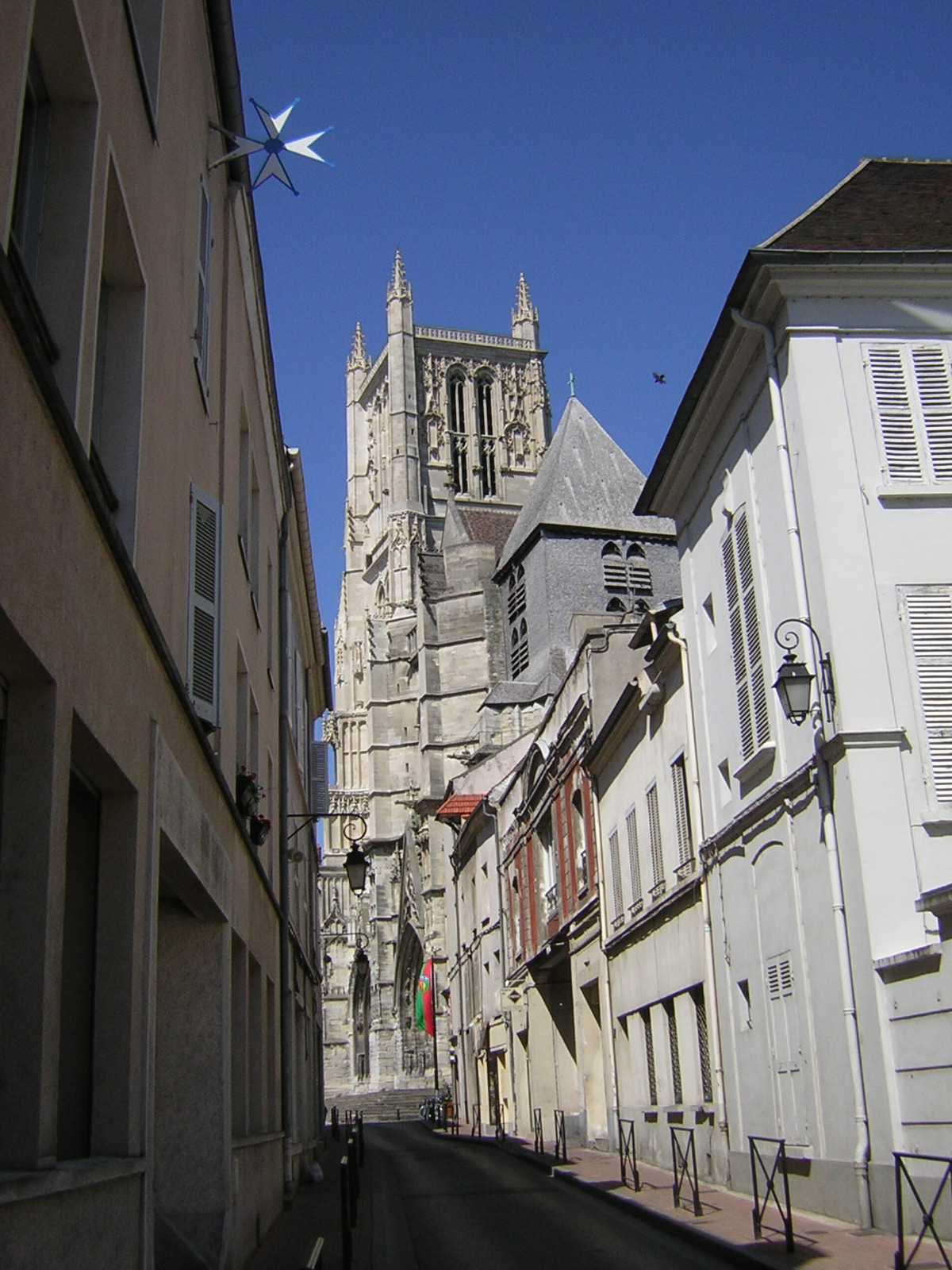
Katedrála v Meaux
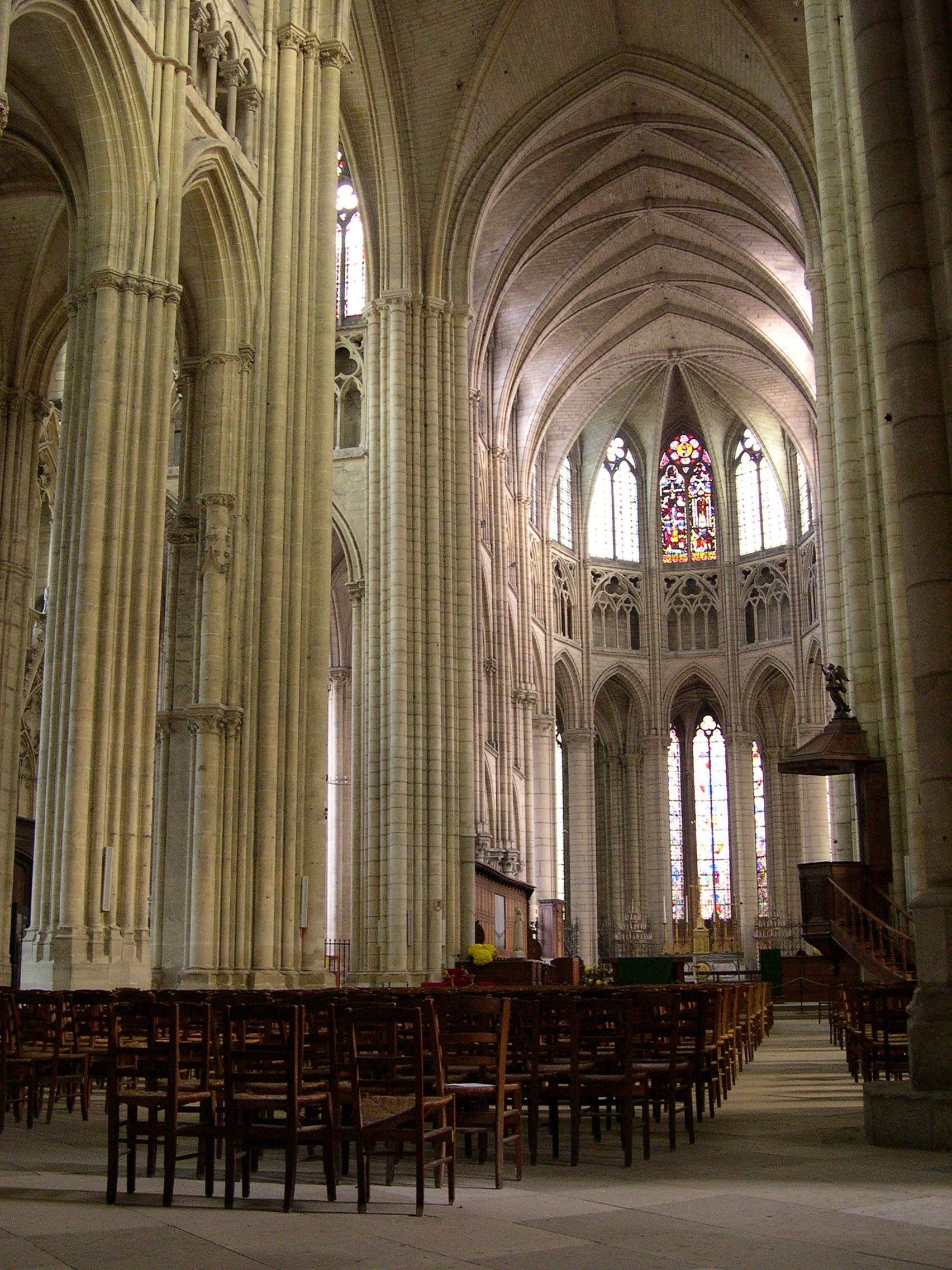
Interiér
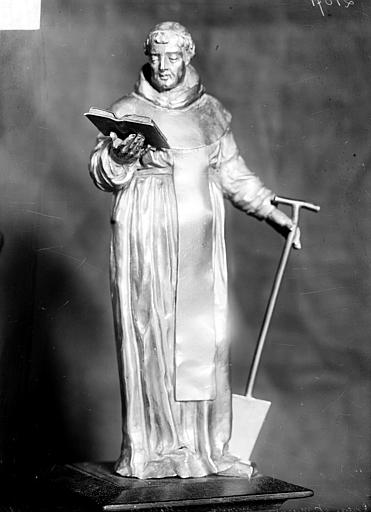
Cathédrale Saint-Etienne - Meaux - socha sv. Fiacria